# Курчум (приток Вои)
Курчум — река в России, протекает в Кумёнском и Сунском районах Кировской области. Устье реки находится в 134 км по правому берегу реки Воя. Длина реки составляет 33 км, площадь водосборного бассейна 275 км².
Исток реки севернее деревни Гвоздки (Верхобыстрицкое сельское поселение, Кумёнский район) в 4 км к юго-востоку от села Верхобыстрица и в 29 км к юго-востоку от посёлка Кумёны. Река течёт на юго-запад, затем юг и юго-восток. В среднем течении протекает деревни Середыш и Горбуново и село Курчум, центр Курчумского сельского поселения. Еще ниже на правом берегу деревня Мурино (Большевистское сельское поселение). Впадает в Вою, которая здесь образует границу с Богородским районом у деревень Шихово и Верховье.

## Притоки (км от устья)
- Филимоновка (8,4 км, левый, в водном реестре — река без названия)
- Клиповка (правый)
- Бабановка (16 км, правый, в водном реестре — река без названия)
- Ежовка (левый)

## Данные водного реестра
По данным государственного водного реестра России относится к Камскому бассейновому округу, водохозяйственный участок реки — Вятка от города Котельнич до водомерного поста посёлка городского типа Аркуль, речной подбассейн реки — Вятка. Речной бассейн реки — Кама.
Код объекта в государственном водном реестре — 10010300412111100037921.